# عرق سرد (فیلم ۱۳۹۶)
عرق سرد فیلمی به کارگردانی و نویسندگی سهیل بیرقی و تهیه‌کنندگی مهدی داوری محصول سال ۱۳۹۶ است. موضوع این فیلم به یک اتفاق واقعی که قبلاً رخ داده شباهت دارد؛ یعنی ماجرای خروج از کشور نیلوفر اردلان. بازیگران فیلم، باران کوثری و نیلوفر اردلان گفتند که داستان فیلم ربطی به آن ماجرا ندارد. اما سهیل بیرقی بعداً در جشنوارهٔ فیلم توکیو گفت که ایدهٔ فیلم را از یک خبر گرفته است. یکی از نکات جالب توجه دربارهٔ این فیلم، حضور باران کوثری در نقش یک فوتبالیست است. کوثری برای بازی در این نقش بیش از ۲۰ کیلو وزن کم کرده است. نخستین نمایش این فیلم در سی و ششمین دوره جشنواره فیلم فجر بوده است.
به گفته سهیل بیرقی این فیلم به دلیل تحریم توسط حوزه هنری، اجازهٔ اکران در سینماهای این حوزه (حدود ۹۶ سینما) را نیافت.

## خلاصه فیلم
افروز اردستانی (باران کوثری) کاپیتان تیم ملی فوتسال زنان ایران است. با گلزنی افروز، تیم ملی برای اولین بار به فینال بازی‌های آسیایی راه پیدا می‌کند و عازم مالزی می‌شود، در فرودگاه افروز درمی‌یابد که توسط شوهرش، یاسر شاه‌حسینی (امیر جدیدی) ممنوع‌الخروج شده است.

## بازیگران
| بازیگر          | نقش            | توضیحات           |
| --------------- | -------------- | ----------------- |
| باران کوثری     | افروز اردستانی | نقش اصلی          |
| امیر جدیدی      | یاسر شاه‌حسینی  | همسر افروز        |
| سحر دولتشاهی    | مهرانه نوری    | مشاور             |
| لیلی رشیدی      | پانته‌آ آل‌داوود | وکیل و دوست افروز |
| هدی زین‌العابدین | مصی عطایی      | دوست افروز        |

## نمایش
عرق سرد برای نخستین بار شنبه ۱۴ بهمن ماه ۱۳۹۶ در جشنواره فیلم فجر به نمایش درآمد و از روز چهارشنبه ۴ مهرماه ۱۳۹۷ نیز به سرگروهی سینما کورش در سراسر کشور به صورت گسترده اکران شد. عرق سرد در نخستین حضورهای بین‌المللی خود، در فرانسه و ژاپن با جشنواره‌های بین‌المللی فیلم سن ژان دو لوز و توکیو به ترتیب از روزهای سه شنبه ۱۰ مهر ۱۳۹۷(۰۲ اکتبر ۲۰۱۸) و سه شنبه هشتم آبان ماه ۱۳۹۷(۳۰ اکتبر ۲۰۱۸) به نمایش درآمد. سوئد با جشنواره بین‌المللی فیلم استکهلم از روز پنجشنبه ۱۷ آبان ماه ۱۳۹۷(۰۸ نوامبر ۲۰۱۸)، میزبان فیلم عرق سرد بود. عرق سرد برای نخستین بار در کانادا، با جشنواره فیلم سینه ایران تورنتو از روز شنبه ۲۶ آبان ماه ۱۳۹۷(۱۷ نوامبر ۲۰۱۸)، به نمایش درآمد. فرانسه از روز چهارشنبه هفتم آذرماه ۱۳۹۷(۲۸ نوامبر ۲۰۱۸)، با اکران عمومی گسترده، میزبان فیلم عرق سرد بود.

## واکنش مردم و منتقدان
فیلم در رای منتقدان انجمن منتقدان و نویسندگان سینمای ایران و همچنین مجلات تخصصی سینمایی و فرهنگی مانند مجلهٔ فیلم، در فهرست آثار شاخص و تحسین‌شدهٔ سال قرار گرفت. مجید اسلامی منتقد و سردبیر نشریهٔ اینترنتی «چهار» در بین آثار جشنواره فجر ۹۶، بالاترین امتیاز را به عرق سرد اختصاص داد. امیرحسین سعادت، منتقد این نشریه نیز ضمن برشمردن عرق سرد به عنوان امتیازی چشم‌گیر برای سهیل بیرقی، این فیلم را گویای تعالی یافتن خودآگاهی و شکیبایی سینمای ایران دانست. مسعود فراستی هم در برنامهٔ آپوستروف عرق سرد را یک فیلم ملی دانست که فیلمنامه‌اش ادا و اطوار ندارد. سعید قطبی‌زاده، دیگر منتقد این برنامه نیز در یادداشتی که در صفحهٔ اینستاگرام خود دربارهٔ رهاوردهای جشنوارهٔ فجر ۹۶ منتشر کرد، «هوش بالای سهیل بیرقی در انتخاب سوژه» و «روایت ساده اما مؤثر فیلم» را در کنار «پختگی و بلوغ باران کوثری»، «ظهور امیر جدیدی در قامت ستاره‌ای که با بازیگری و نقش‌آفرینی بیگانه نیست» و «تیپ‌سازی ماهرانه سحر دولتشاهی که هر لحظه امکان بدل شدن به چیزی علیه خودش را داشت» از امتیازات مثبت فیلم و جشنواره عنوان کرد. کیوان کثیریان در کنار خوش‌ساخت و روان خواندن فیلم، از جسارت آن در پرداخت به مضمون‌اش تمجید کرد.
منتقدانِ طرفدار فیلم همچنین نقاط قوت آن را انسجام و پیوستگی درونی، پایان‌بندی هوشمندانه و دوری از تصویر کلیشه‌ای در ارائهٔ تصویر «زن» دانستند.

## حواشی و مخالفت‌ها

### صداوسیما

#### جلوگیری از پخش تیزر
تلویزیون ایران هم از پخش تیزر عرق سرد سر باز زد. بیرقی علت آن را ممنوع‌التصویر بودن باران کوثری اعلام کرد. امیر جدیدی در فیلم نقش مجری صداوسیما را بازی می‌کند. همین موضع باعث شد برخی از خبرنگاران صداوسیما در نشست خبری فیلم از تصویرسازی یک مجری تلویزیون در آن انتقاد کنند. بیرقی در پاسخ گفت تفکر حاکم بر این سازمان ریاکارانه است و او همین موضوع را در فیلم نشان داده.

#### حذف از برنامهٔ هفت
طبق سنت هرسالهٔ صدا و سیما، برنامهٔ هفت در مدت جشنوارهٔ فجر سال ۹۶ هر شب از شبکهٔ سه پخش می‌شد و به معرفی و نقد و بررسی آثار جشنواره می‌پرداخت. تمامی فیلم‌های شرکت‌کننده در جشنواره مورد بررسی قرار گرفتند، به جز فیلم عرق سرد که اجازهٔ پرداختن به آن صادر نشد.
روزنامهٔ اصول‌گرای جوان این فیلم را «فمینیستی» و «مایهٔ خجالت» دانست. تیتر «عرق تگری» عنوان دیگری بود که رسانه‌های مخالف فیلم ضمن انتقاد از صحنه‌های قلیان کشیدن و مسواک زدن فیلم دربارهٔ آن به کار بردند. خبرگزاری تسنیم با تیترهای «تسویه حساب فمینیستی با مرد و مذهب» و «فمینیسم افراطی، با طعم فوتبال» به نقد فیلم پرداخت و خبرگزاری فارس به نقل از مؤسسهٔ آفاق فرهنگ، عرق سرد را «روایتی غربی از مسئله‌ای بومی» خواند و آن را «تشویق‌کنندهٔ جامعهٔ زنان به راه‌اندازی جنبش و جریان مطالبه‌گری حقوقی زنان» دانست. خبرگزاری مشرق هم این فیلم را «نمونه‌ای از بلوغ ریاکاری در سینما» قلمداد کرد.

### تحریم حوزه هنری
در سال ۹۷ و زمان اکران عمومی عرق سرد، قرار بود مشابه فیلم‌های دیگر، عرق سرد در ۱۲۰ سالن اکران شود، اما حوزه هنری یک روز مانده به شروع اکران فیلم، بدون اعلام حضوری یا کتبی، فیلم را تحریم کرد و تمام ۹۷ سالن وابسته به این نهاد که به اکران عرق سرد اختصاص داده شده بود، از این فیلم گرفته شد. حتی پردیس هویزه که در میان اکران فیلم به حوزه هنری واگذار شد، به محض واگذاری فیلم روی پرده را پایین آورد. فیلم نهایتاً تنها با حدود ۴۰ سینما به اکران خود ادامه داد.
در پی این تحریم، کانون کارگردانان سینمای ایران علیه این تصمیم بیانیه‌ای صادر کرد و در آن از این که «حوزه هنری پا را از قانون فراتر گذاشته و اقدام به تشکیل شورای پروانه نمایش موازی برای سانسور مجدد آثار هنرمندان بعد از پروانه نمایش ارشاد کرده است»، انتقاد کرد. در پی انتشار این بیانیه، یزدان عشیری، مدیر روابط عمومی حوزه هنری گفت که به این نتیجه رسیده‌اند که با توجه به موضوعاتی که در فیلم عرق سرد مطرح می‌شود و محتوای آن، نمی‌توانند این فیلم را در اولویت‌های نمایش خود قرار دهند. به همین علت این فیلم از اول هم در هیچ‌کدام از سالن‌های آن‌ها [حوزه هنری] نمایش داده نشده است.

### ممنوعیت حضور عوامل در مشهد
اکران مردمی عرق سرد که قرار بود روز نوزدهم مهر ماه در پردیس‌های اطلس و گلشن مشهد برگزار شود، بدون ذکر دلیل لغو شد. سهیل بیرقی در مصاحبه‌ای نارضایتی‌اش از این اتفاق را این‌گونه بیان کرد که «تنها کاری که می‌توانسته‌اند بکنند اکران‌های مردمی بوده که آن را هم دارند از آن‌ها می‌گیرند. آن‌ها [عوامل فیلم] قرار بوده به مشهد بروند و در آن‌جا فیلم را با مردم ببینند که اجازه ندادند.»

### استقبال و واکنش‌ها در مجلس
طیبه سیاوشی، عضو فراکسیون مجلس، در زمان برگزاری جشنوارهٔ فجر با اشاره به طرح مجلس برای اصلاح قانون گذرنامه و تسهیل برخی موارد خروج زنان از کشور بدون داشتن اذن همسر، به دیگر نمایندگان مجلس پیشنهاد داد به تماشای عرق سرد بنشینند. کمیسیون فرهنگی و کمیسیون امنیت ملی و سیاست خارجی مجلس هم در سالن ارشاد به تماشای فیلم نشستند. شهین‌دخت مولاوردی و بهرام سرمست هم در اکران عرق سرد حضور پیدا کردند.
مدتی بعد، در مجلس دهم تلاش‌هایی برای اصلاح قانون گذرنامه انجام شد تا در صورت ممانعت شوهر از خروج همسر برای حضور در مجامع علمی، فرهنگی و ورزشی، دادگاه برای خروج خانم تصمیم‌گیری کند. این طرح به دلیل مخالفت‌هایی به تصویب نرسید.
در سال‌های پس از اکران فیلم، مجدداً اتفاقاتی شبیه ماجرای فیلم در ورزش‌های مختلف زنان رخ داد.

## اکران‌های عمومی

### داخلی
در حالی که قرار بود عرق سرد از ۴ مهر ۹۷ به سرگروهی سینما آزادی اکران شود، یک روز مانده به اکران مورد تحریم حوزه هنری قرار گرفت و ۹۷ سالن وابسته به این نهاد، از فیلم گرفته شد و اکران آن با حدود ۲۰ سینما آغاز شد. با این حال پس از دو هفته فروش مجموع درآمدهای داخلی عرق سرد میلیاردی شد و بعد از ۸ هفته از مرز فروش سه میلیارد تومان عبور کرد.

### بین‌المللی
عرق سرد در کشورهای زیادی از آسیا، اروپا، آمریکا و اقیانوسیه اکران شد.
این فیلم به صورت رسمی و با زیرنویس انگلیسی و فرانسوی در سایت آمازون به فروش می‌رسد.
| سال  | کشور   | رویداد                               | بخش جشنواره/نوع اکران | تاریخ اکران    |
| ---- | ------ | ------------------------------------ | --------------------- | -------------- |
| ۲۰۱۸ | فرانسه | جشنواره بین‌المللی فیلم سن ژان دو لوز | مسابقه اصلی           | ۰۲ اکتبر ۲۰۱۸  |
| ۲۰۱۸ | ژاپن   | جشنواره بین‌المللی فیلم توکیو         | آینده آسیا            | ۳۰ اکتبر ۲۰۱۸  |
| ۲۰۱۸ | سوئد   | جشنواره بین‌المللی فیلم استکهلم       | ضربه                  | ۰۸ نوامبر ۲۰۱۸ |
| ۲۰۱۸ | کانادا | جشنواره فیلم سینه ایران تورنتو       | مسابقه اصلی           | ۱۷ نوامبر ۲۰۱۸ |
| ۲۰۱۸ | فرانسه | اکران عمومی                          | گسترده                | ۲۸ نوامبر ۲۰۱۸ |

#### آسیا
- چین
- مالزی
- ترکیه
- ژاپن
- کره جنوبی
- سنگاپور

#### اروپا
- انگلستان و ایرلند
- سوییس
- سوئد
- کرواسی

##### فرانسه
شرکت سوفی دولاک (sophie dulac) پخش این فیلم در کشور فرانسه را برعهده داشت. این فیلم در نه اقلیم اکران شد. در فرانسه به صورت سراسری در اکثر شهرهای این کشور به نمایش درآمد و فقط در سه روز نخست افتتاحیه بیش از بیست‌هزار نفر به تماشای فیلم نشستند که در نوع فیلم‌های خارجی اکران‌شده در فرانسه آمار بسیار بالایی تلقی می‌شود، در نهایت نیز به فروش چشمگیری در فرانسه دست پیدا کرد.
تمجید رسانه‌های رسمی این کشور مثل فیگارو، تلراما و لوموند در مقاله‌هایی که برای این فیلم نوشتند، تأثیر به‌سزایی در این فروش داشت. تلراما توانایی بیرقی در پرداختن به پیچیدگی متحد ماندن زنان، در جامعه‌ای که خرد جمعی همراه با کنار آمدن با مرد زورگوست، ستایش کرد. این رسانه همچنین صحنهٔ مسواک‌زدن را از جسورانه‌ترین صحنه‌های سینمای ایران دانست.
فیگارو هم عرق سرد را ضرورتی برای مقابله در برابر اتفاقی اجتماعی که در ایران امروز و زندگی دوگانهٔ ایرانی‌ها رایج است خواند و بازی باران کوثری را «فوق‌العاده» ارزیابی کرد.
لوموند هم ضمن تحسین بازی کوثری، اشاره کرد که بیرقی توانسته در ترسیم نقش همسر (امیر جدیدی) تصویری هوشمند و نگران‌کننده از مردی سلطه‌جو و فریبکار تصویر کند.
این فیلم در مناطق زیر اکران شد: فکرسیکا، موناکو، آندورا، گویان فرانسوی، گوادلوپ، (لا دسیراد، لس‌سنتز، ماری گالانته، خیابان بارتلیمی) ریونیون و مارکتینگ؛ پلی‌تزی فرانسه، (جزایر تاهیتی، جزایر سوسیته، جزایر مارکزاس، تواموتوس، جزایر گامبیه، جزایر توبوای) و کالدونیای جدید، والیس و فوتونا، کورسکا، مایوت، سن‌پیر و میکلون، سن بارتلی و سن‌مارتین؛ سرزمین‌های جنوبی و جنوب فرانسه (جزایر کرگوئلن، جزیره آمستردام، سنت پاول، جزایر کروست، لند آدلی، جزایر پراکنده). مدرک

#### آمریکای شمالی
- کانادا
- مکزیک

#### آمریکای مرکزی
- بلیز
- کاستاریکا
- السالوادور
- گواتمالا
- هندوراس
- نیکاراگوئه
- پاناما

#### آمریکای جنوبی
- آرژانتین
- بولیوی
- برزیل
- کلمبیا
- اکوادور
- پاراگوئه
- پرو
- سورینام
- اروگوئه
- ونزوئلا
- کوبا
- شیلی
- جزایر حوزهٔ کارائیب (به استثنای برمودا، پورتوریکو)
- جزایر ویرجین ایالات متحده، شامل آنگولا، آنتیگوا و باربودا

#### اقیانوسیه
- استرالیا
- نیوزیلند

## حضور در جشنواره‌ها
- جشنواره جهانی فیلم فجر (31 Jan. - 10 Feb. 2018/ Iran) (جشنواره اصلی مبدأ) جایزه بهترین بازیگر مرد «امیر جدیدی»، بهترین بازیگر مکمل زن «سحر دولتشاهی»، بهترین تدوینگر «بهرام دهقانی و محمد نجاریان» کل گروه بازیگری فیلم نامزد دریافت جایزه بازیگری شدند.
- جشنواره بین‌المللی فیلم کارکاسونه (Dec.2018) برنده جایزه بزرگ جشنواره، جایزه تماشاگران و بهترین بازیگر زن
- حلقه منتقدان فیلم دوبلین (26Feb-8 March, 2019/Ireland) برندهٔ جایزهٔ هیئت داوران (باران کوثری)
- برلین11mm-Football جشنواره فیلم (21-25 March, 2019/ Germany) برنده جایزه تماشاگران
- Glasgow Film Festival (Feb.20-March 3/ Scotland) Audience Award “Soheil Beiraghi”
- جشنواره فیلم استکهلم (7-18 Nov.2018/Sweden)نامزدی جایزه impact برای سهیل بیرقی
- جشنواره فیلم توکیو (25 Oct. -3 Nov.2018/ Japan) جشنواره فیلم پالم‌اسپرینگ (3-14 Jan.2019/USA)
- جشنواره بین‌المللی فیلم پاناما، جمهوری پاناما. (4-10 April, 2019/ Panama)
- جشنواره بین‌المللی واشینگتن، ایالات متحده (25 April- 5 May,2019/ USA)
- جشنواره بین‌المللی سیاتل (16 May- 9 June, 2019/ USA)
- جشنواره فیلم سیدنی(5-16 June 2019/ Australia)
- جشنواره بین‌المللی شانگهای (15-24 June, 2019/ China)
- جشنواره فیلم فینکینگ فوتبال، اسپانیا. (18-22 March, 2019/ Spain)
- جشنواره (22-30 March 2019/ The Netherlands) Movies that Matter
- جشنواره سینه‌ایران (16-18 Nov.2018/ Canada)
- جشنواره جهانی فیلم (4-20 April, 2019/ USA) Minneapolis - St Paul
- Fussballichtspiele St. Gallen (14-16 Nov.2019/ Switzerland)
- جشنواره فیلم‌های ایرانی پراگ (21-31 March.2019/Czech Republic)
- حضور در (8 March 2019/ Belgium) Quai ۱۰
- جشنواره فیلم عرب، آلمان. (4-120ct.2019/ Germany)
- جشنواره (Oct. 2019/ Germany) Iranische Film Festival Koblenz
- موزه هنرهای تجسمی هیوستون (Oct.2019/ USA)
- موزه هنرهای تجسمی بوستون (Nov. 2019/ USA)
- جشنواره فیلم فوتبالی یوکوهاما (16-17 Feb.2019/Japan)
- جشنواره جهانی فیلم پروتستا (18-26 Oct.2019/Spain)
- حضور در (Feb.2019/ Austria) Das Iranische Wien
- جشنواره فیلم (22-28 Nov. 2019/ Turkey) Crime and Punishment
- جشنواره Gabes Cinema Fen (12-18 April 2019/ Tunisia)
- جشنواره بین‌المللی فیلم بنگ‌لور، هند. (21-28 Feb,2019/ India)

## جشنواره‌ها و جوایز
| سال         | جشنواره                                           | قسمت                      | نامزد                      | نتیجه    | جایزه         |
| ----------- | ------------------------------------------------- | ------------------------- | -------------------------- | -------- | ------------- |
| ۱۳۹۶        | سی و ششمین جشنواره فیلم فجر (بخش سودای سیمرغ)     | بهترین بازیگر نقش اول مرد | امیر جدیدی                 | برنده    | سیمرغ بلورین  |
| ۱۳۹۶        | سی و ششمین جشنواره فیلم فجر (بخش سودای سیمرغ)     | بهترین بازیگر نقش اول زن  | باران کوثری                | نامزدشده | سیمرغ بلورین  |
| ۱۳۹۶        | سی و ششمین جشنواره فیلم فجر (بخش سودای سیمرغ)     | بهترین بازیگر نقش مکمل زن | سحر دولتشاهی               | برنده    | سیمرغ بلورین  |
| ۱۳۹۶        | سی و ششمین جشنواره فیلم فجر (بخش سودای سیمرغ)     | بهترین بازیگر نقش مکمل زن | لیلی رشیدی                 | نامزدشده | سیمرغ بلورین  |
| ۱۳۹۶        | سی و ششمین جشنواره فیلم فجر (بخش سودای سیمرغ)     | بهترین بازیگر نقش مکمل زن | هدی زین العابدین           | نامزدشده | سیمرغ بلورین  |
| ۱۳۹۶        | سی و ششمین جشنواره فیلم فجر (بخش سودای سیمرغ)     | بهترین فیلمبرداری         | فرشاد محمدی                | نامزدشده | سیمرغ بلورین  |
| ۱۳۹۶        | سی و ششمین جشنواره فیلم فجر (بخش سودای سیمرغ)     | بهترین موسیقی متن         | کارن همایونفر              | نامزدشده | سیمرغ بلورین  |
| ۱۳۹۶        | سی و ششمین جشنواره فیلم فجر (بخش سودای سیمرغ)     | بهترین تدوین              | بهرام دهقان و محمد نجاریان | برنده    | سیمرغ بلورین  |
| ۲۰۱۸ / ۱۳۹۷ | بیست و نهمین دوره جشنواره فیلم استکهلم (بخش ضربه) | بهترین فیلم               | سهیل بیرقی                 | نامزدشده | جایزه ضربه    |
| ۲۰۱۸ / ۱۳۹۷ | دوازدهمین دوره جشن منتقدان و نویسندگان سینمایی    | بهترین فیلم               | سهیل بیرقی                 | نامزدشده | جایزه اصلی    |
| ۲۰۱۸ / ۱۳۹۷ | دوازدهمین دوره جشن منتقدان و نویسندگان سینمایی    | بهترین فیلمنامه           | سهیل بیرقی                 | نامزدشده | جایزه اصلی    |
| ۲۰۱۸ / ۱۳۹۷ | دوازدهمین دوره جشن منتقدان و نویسندگان سینمایی    | بهترین بازیگر نقش اول مرد | امیر جدیدی                 | نامزدشده | جایزه اصلی    |
| ۲۰۱۸ / ۱۳۹۷ | دوازدهمین دوره جشن منتقدان و نویسندگان سینمایی    | بهترین بازیگر نقش اول زن  | باران کوثری                | نامزدشده | جایزه اصلی    |
| ۲۰۱۸ / ۱۳۹۷ | دوازدهمین دوره جشن منتقدان و نویسندگان سینمایی    | بهترین بازیگر نقش اول زن  | باران کوثری                | برنده    | دیپلم افتخار  |
| ۲۰۱۸ / ۱۳۹۷ | دوازدهمین دوره جشن منتقدان و نویسندگان سینمایی    | بهترین بازیگر نقش مکمل زن | سحر دولتشاهی               | برنده    | جایزه اصلی    |
| ۲۰۱۸ / ۱۳۹۷ | دوازدهمین دوره جشن منتقدان و نویسندگان سینمایی    | بهترین بازیگر نقش مکمل زن | لیلی رشیدی                 | نامزدشده | جایزه اصلی    |
| ۲۰۱۸ / ۱۳۹۷ | دوازدهمین دوره جشن منتقدان و نویسندگان سینمایی    | بهترین بازیگر نقش مکمل زن | هدی زین العابدین           | نامزدشده | جایزه اصلی    |
| ۲۰۱۸ / ۱۳۹۷ | دوازدهمین دوره جشن منتقدان و نویسندگان سینمایی    | بهترین تدوین              | بهرام دهقان و محمد نجاریان | نامزدشده | جایزه اصلی    |
| ۱۳۹۸        | بیست و یکمین جشن سینمای ایران                     | بهترین بازیگر نقش اول زن  | باران کوثری                | نامزدشده | تندیس شایستگی |
| ۱۳۹۸        | بیست و یکمین جشن سینمای ایران                     | بهترین بازیگر نقش اول مرد | امیر جدیدی                 | نامزدشده | تندیس شایستگی |
| ۱۳۹۸        | بیست و یکمین جشن سینمای ایران                     | بهترین بازیگر نقش مکمل زن | سحر دولتشاهی               | نامزدشده | تندیس شایستگی |
| ۱۳۹۸        | بیست و یکمین جشن سینمای ایران                     | بهترین بازیگر نقش مکمل زن | لیلی رشیدی                 | نامزدشده | تندیس شایستگی |

## پیونده به بیرون
- عرق سرد در وبگاه سوره سینما
- عرق سرد در وبگاه سلام سینما